# François de Montpensier
François de Bourbon, vévoda z Montpensier (* 1542 – 4. června 1592 v Lisieux) byl kníže z rodu Bourbonů. Měl blízko ke královské rodině a byl jedním z velitelů královské armády během náboženských válek.

## Životopis
François de Bourbon byl synem Ludvíka, vévody z Montpensier a jeho první manželky Jacqueline de Longwy (neteře Františka I.). V roce 1566 se oženil s Renée d'Anjou-Mézières, dcerou Nicolase d'Anjou-Mézières, markýze de Mézières a hraběnky ze Saint-Fargeau, které bylo tehdy 16 let.
Během svého života nashromáždil řadu titulů, včetně titulu Dauphina z Auvergne. Až do smrti svého otce v roce 1582 je zmiňován jako „princ Dauphin". Ve věku čtyřiceti let se sám stal vévodou z Montpensier, princem z Dombes, sirem z Beaujeu a vikomtem z Brosse. V roce 1583 také obdržel vévodství Châtellerault, zabavené jeho praprastrýci, konetáblovi de Bourbon.
Během náboženských válek byl princ Dauphin pověřen správou několika úřadů, nejprve ve střední Francii (Anjou, Touraine, Maine, Orléans atd.), poté Dauphiné v roce 1567 a nakonec v Normandii v roce 1588. Během vojenských tažení bojoval spolu se svým otcem proti protestantům. Po zajetí v Saint-Jean-d'Angély v roce 1569 byl pověřen bojem proti nim v Saintonge, ale neuspěl. V roce 1574 byl jmenován generálním guvernérem Languedocu a Dauphiné, provincií, které byly tehdy v rukou hugenotů.
Byl příznivcem a podporovatelem krále Jindřicha III. Ačkoli byl horlivým katolíkem, odmítl vstoupit do Katolické ligy v čele s rodinou Guise. Když zemřel Jindřich III., byl věrný Jindřichu IV. V roce 1591 se zúčastnil obléhání Rouenu a v následujícím roce zemřel. Je pohřben ve kapli hradu Champigny-sur-Veude.